# Лис-Саммит
Лис-Саммит (англ. Lee's Summit) — город в Миссури в Соединённых Штатах Америки. Пригород в столичном районе Канзас-Сити расположенный в округах Джэксон (преимущественно) и Каас.
По данным переписи 2020 года, население Лис-Саммита составляло 101 108 человек, что делает его шестым по численности населения городом как в Миссури, так и в столичном районе Канзас-Сити. Это самый густонаселенный город в штате, который при этом не является также окружным центром.

## Название
«Город Стротер» (не путать с одноименным поселением в округе Монро) был основан европейским колонистом Уильямом Буллитом Говардом 28 октября 1865 года. Он назвал его в честь своей жены Марии Д. Стротер (англ. Maria D. Strother), дочери Уильяма Д. Стротера, бывшего жителя Бардстауна в Кентукки. Говард приехал в округ Джексон в 1842 году из Кентукки, женился на Марии в 1844 году, и к 1850 году у них с Марией было 833 акра (3,37 км2) и усадьба в 5 милях (8 км) к северу от города. Говард был арестован за то, что был конфедератом, в октябре 1862 года, незадолго до начала Гражданской войны, и после условно-досрочного освобождения он забрал свою семью обратно в Кентукки на время войны. После окончания войны он вернулся и, зная, что строители Миссури Пасифик Рейлроуд изучают маршрут в этом районе, осенью 1865 года заложил город площадью 70 акров (280 000 м2) под названием «Town of Strother».
В ноябре 1868 года название города было изменено на «Город Ли Саммит», скорее всего, в честь одного из первых поселенцев доктора Плезанта Джона Грейвса Ли, который переехал в округ Джексон в 1849 году из округа Брэдли, штат Теннесси. Ли был указан как почтмейстер близлежащего Биг-Седара в Официальном почтовом справочнике США 1855 года. Доктор Ли был убит в августе 1862 года канзасскими джейхокерами (или редлегами).
По поводу происхождения нынешнего непривычного написания названия города «Lee's Summit» существует несколько достаточно правдоподобных теорий, но все они сводятся к путанице либо с орфографией, либо с принадлежностью земли на которой был построен город.